# Johan Norberg (musiker)
Johan Folke Norberg, född 22 september 1959 i Lycksele församling i Västerbottens län,  är en svensk gitarrist, kompositör, musikproducent och skribent.

## Biografi

### Tidiga år
Johan Norberg är uppvuxen i Lycksele i södra Lappland som son till juristen Folke Norberg och Agneta, född Uppenberg. Efter grundskolan försörjde han sig som gitarrlärare i Umeå under tre år. Åren 1978–1979 studerade han ett år på Birkagårdens folkhögskola i Stockholm och 1982 två terminer vid Berklee College of Music i Boston i USA. Han är sedan 1979 frilansande gitarrist med öppen stämning som signum. År 1989 och 1994 opererades Norberg i vänster hand och invalidisering av flera fingrar resulterade i denna nya teknik med öppna stämningar.
År 1987 bildade Norberg tillsammans med trombonisten Nils Landgren jazzduon Chapter Two. De har spelat in två album och gett över 350 konserter. Chapter Twos debutalbum Chapter Two "1" nominerades till en Grammis 1990.
Norberg turnerade 1987–1997 som frilansande rock/pop-gitarrist med Anne-Lie Rydé, Anders Glenmark, Niklas Strömstedt, Ulf Lundell, Mikael Rickfors, Lisa Nilsson, Meja och Pugh Rogefeldt samt 1989–1990 som medlem i coverbandet The Husbands tillsammans med bland andra Niklas Strömstedt, Lasse Lindbom och Micke "Syd" Andersson.  
Norberg har som jazzgitarrist deltagit i flera produktioner med Radiojazzgruppen, bland annat med George Russell, Andrew Homzy och Kenny Wheeler, och vid jazzfestivalen Jazz Baltica(en) i Tyskland, där han 1997 utvaldes att medverka i Maria Schneiders internationella storband.
I samarbete med saxofonisten Jonas Knutsson har Norberg spelat in tre album under gruppnamnet Norrlan'. Samtliga blev Grammisnominerade 2005, 2006 respektive 2008. Norberg har som studiomusiker deltagit på fler än 100 album med bland andra Eva Dahlgren, Cornelis Vreeswijk, Fred Åkerström, Monica Zetterlund och Stina Nordenstam samt som producent arbetat med Meja, Wille Crafoord, Jojje Wadenius, Ulf Lundell, Regina Lund, CajsaStina Åkerström, Sven-Bertil Taube och Svante Thuresson. Han medverkade 1992–1993 som enmanshusband i TV4:s program Steffo – din tröst i natten. 

### Senare år
På senare tid är Norberg regelbundet återkommande som skribent i tidskriften Vi, gitarrtidningen Fuzz, Berwaldhallens programtidning, Vi Bilägare och som krönikör i P2:s program Jazzradion. För sitt skrivande belönades han med Tidskriftspriset 2014 i kategorin "Årets krönikör", en kategori som han tidigare varit nominerad i 2009. Norberg debuterade som sommarpratare i P1 1994. Åren 2006–2013 medverkade han i nöjespanelen i SVT:s Gomorron Sverige.
Hösten 2022 kom Norberg tillsammans med Joachim Berner ut med boken Alla dessa dagar som kom och gick (Mondial förlag), som handlar om livet i den tredje åldern. Norberg skrev manus till föreställningen Orup Bara våren 2024.
Norberg är sedan 2004 gift med Jessica Pilnäs. De har tre barn.

## Diskografi i urval
- 1980 – White Orange – White Orange (med Tim Hagans, Hector Bingert m.fl.)
- 1980 – Turid – Tistlar från tundran
- 1980 – Zero (Robert Broberg) – Nothing's Gonna Stop Me Now / (I've Got A) Mistress Called Creativity
- 1980 – Lill Lindfors – Och människor ser igen
- 1980 – Gösta Linderholm – Hoppets vind
- 1980 – Maritza Horn – Tänk om...
- 1981 – Cornelis Vreeswijk – Cornelis sjunger Povel
- 1981 – Svenne & Lotta – Det är en härlig feeling
- 1982 – Fred Åkerström – Åkerströms blandning
- 1982 – Randy Crawford – Give Peace A Chance
- 1983 – Bernt Egerbladh, Palle Danielsson och Johan Norberg – As Time Goes By
- 1983 – Bright Orange – No Doubt, The Goose Is Out!
- 1984 – Monica Zetterlund – Monica Zetterlund sjunger Olle Adolphson
- 1985 – The Mikael Råberg Jazz Orchestra – The Mikael Råberg Jazz Orchestra
- 1986 – Peter Lundblad – Ta mej till havet
- 1987 – Bengt-Arne Wallin och Nils Landgren – Miles From Duke
- 1988 – Mikael Rickfors – Vingar
- 1989 – Monica Zetterlund – Monica Z
- 1989 – Chapter Two – Chapter Two "1"
- 1989 – Nils Landgren – Follow Your Heart
- 1991 – Eva Dahlgren – En blekt blondins hjärta
- 1991 – Pugh Rogefeldt – Människors hantverk
- 1994 – Chapter Two – Chapter Two "2"
- 1993 – Mikael "Nord" Andersson och Johan Norberg – Andersson/Norberg
- 1993 – Ted Gärdestad – För kärlekens skull / Låt kärleken slå rot
- 1993 – Nils Landgren – Ballads
- 1993 – Monica Zetterlund – Topaz
- 1994 – Stina Nordenstam – And She Closed Her Eyes
- 1997 – Johan Norberg – 5 Hours 4 Months And A Day
- 1997 – Regina Lund – Unique
- 1997 – Lisa Ekdahl – Bortom det blå
- 1997 – Unni Wilhelmsen – Definitely Me
- 1998 – Den flygande holländaren 2
- 1999 – Pernilla Andersson – My Journey
- 1999 – Nils Landgren Funk Unit – 5000 Miles
- 2001 – Meja – Realitales
- 2002 – Cajsa Stina Åkerström – Picknick
- 2004 – Jonas Knutsson och Johan Norberg – Norrland
- 2005 – Jonas Knutsson och Johan Norberg – Cow Cow: Norrland II
- 2007 – Nils Landgren m.fl. – Christmas With My Friends
- 2007 – Sven-Bertil Taube – Alderville Road
- 2008 – Jonas Knutsson, Johan Norberg och Kraja – Skaren: Norrland III
- 2008 – Nils Landgren m.fl. – Christmas With My Friends II
- 2011 – Jessica Pilnäs – Bitter And Sweet
- 2011 – Svante Thuresson – Regionala nyheter: Stockholmsdelen
- 2011 – Svante Thuresson – En cool jul
- 2012 – Nils Landgren m.fl. – Christmas With My Friends III
- 2012 – Jessica Pilnäs – Norma Deloris Egstrom: A Tribute To Peggy Lee
- 2013 – Jeanette Köhn & Swedish Radio Choir – New Eyes On Baroque
- 2013 – Lisa Nilsson – Sånger om oss
- 2014 – Nils Landgren – Eternal Beauty
- 2017 – Mari Boine – See The Woman